# 알리 타르호니
알리 타르호니(알리 압두살람 타르호니, 아랍어: علي عبد السلام الترهوني, 영어: Ali Tarhouni, 1951년생)는 리비아의 경제학자이자 정치인이다. 타르호니는 2011년 3월 23일부터 11월 22일까지 리비아의 임시 통치 기관인 국가 과도위원회에서 석유 및 재무 장관을 역임했다. 그는 퇴임하는 마흐무드 지브릴이 퇴임하는 동안 리비아 임시 총리의 자격으로 활동했다. 2011년 10월 23일부터 압두라힘 엘 케이브가 10월 31일 지브릴의 뒤를 이어 공식적으로 임명될 때까지.

## 어린 시절과 교육
리비아에서 태어난 타르호니는 리비아 대학교에서 경제학을 공부한 후 1973년 리비아로 탈출했다. 그는 시민권을 박탈당하고 결석으로 사형을 선고받았으며 1981년 정부의 공격 대상 목록에 올랐다. 계속 공부하여 미시간 주립 대학교에서 석사 학위(1978)와 박사 학위(1983)를 받았다. 1985년부터 리비아 혁명이 발발할 때까지 그는 워싱턴대학교 마이클 G. 포스터 경영대학에서 경영경제학 부문의 인기 강사로 재직하며 수많은 강의 상을 받았다.